# 红茎猕猴桃
红茎猕猴桃（学名：Actinidia rubricaulis）为猕猴桃科猕猴桃属的植物，为中国的特有植物。分布于中国大陆的四川、湖南、贵州、云南、广西等地，生长于海拔300米至1,800米的地区，多生长在山地阔叶林中。

## 变种
- 革叶猕猴桃（学名：Actinidia rubricaulis var. coriacea）为猕猴桃科猕猴桃属红茎猕猴桃的变种。分布在中国大陆的湖北、湖南、云南、四川、广西、贵州等地，生长于海拔1,000米的地区，见于山地阔叶林中。